# Андас-батира
Анда́с-бати́ра (каз. Андас батыр) — село у складі Меркенського району Жамбильської області Казахстану. Адміністративний центр сільського округу Андас-батира.
До 2006 року село називалось Нововоскресеновка.
Населення — 5599 осіб (2021; 5225 у 2009, 4730 у 1999, 4908 у 1989).